# Cléguer
Cléguer är en kommun i departementet Morbihan i regionen Bretagne i nordvästra Frankrike. Kommunen ligger i kantonen Pont-Scorff som tillhör arrondissementet Lorient. År 2022 hade Cléguer 3 404 invånare.

## Befolkningsutveckling
Antalet invånare i kommunen Cléguer
| Referens: INSEE |